# Mistrzostwa Polski w kolarstwie szosowym – wyścig ze startu wspólnego

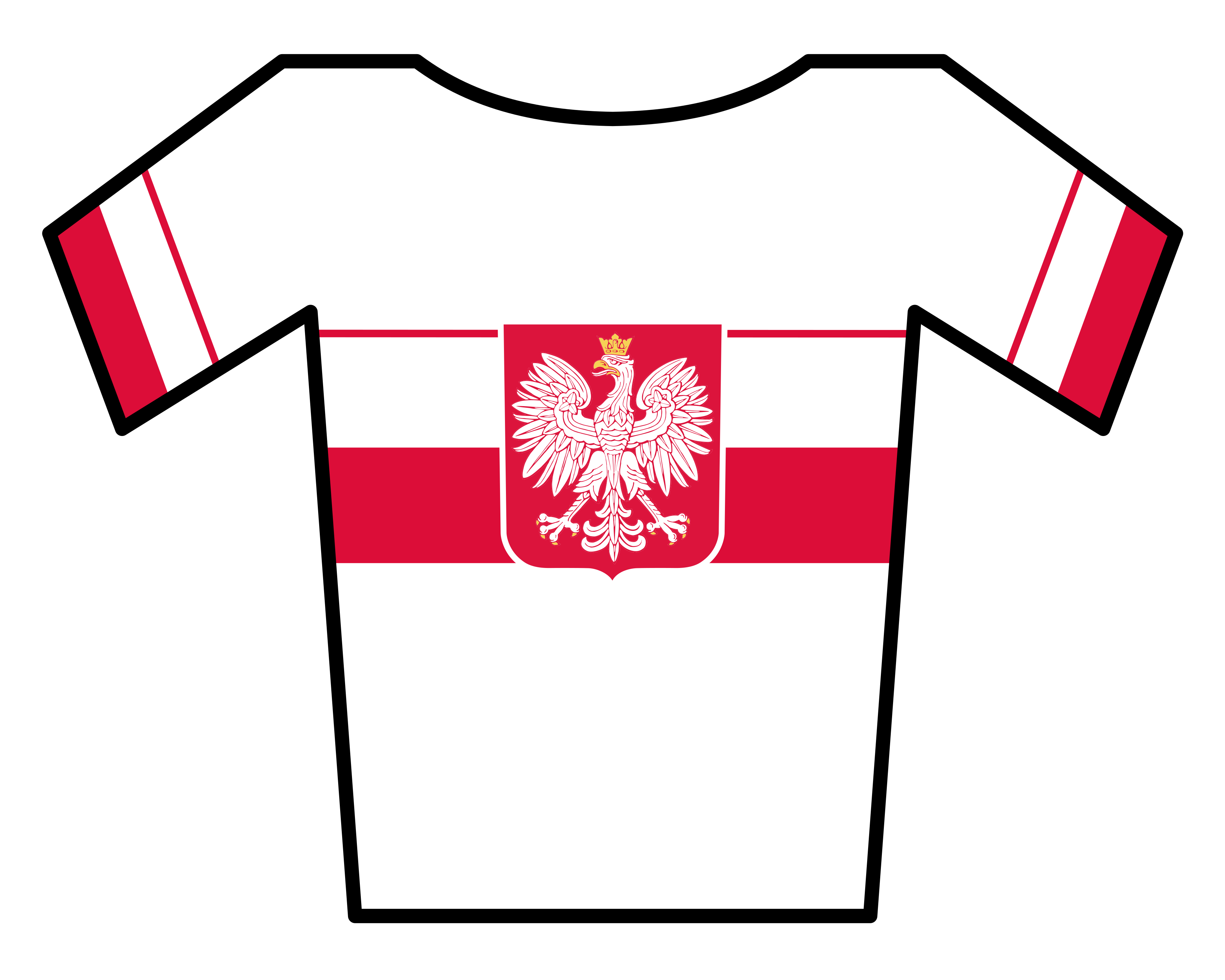
Koszulka mistrza Polski w kolarstwie szosowym

Mistrzostwa Polski w kolarstwie szosowym w konkurencji wyścigu ze startu wspólnego rozgrywane są wśród mężczyzn od 1919. W latach 1928–1932 zawodnicy ruszali pojedynczo co 1 minutę (w 1929 co 2 minuty). W 1937 mistrzem Polski został zwycięzca klasyfikacji trzech, w 1938 – dwóch, a w 1961 – ponownie trzech wyścigów. Zawody kobiece rozgrywano w latach 1957–1967 i ponownie od lat 80. W 1990 rozegrano odrębne mistrzostwa Polski zawodowców (w ramach górskich mistrzostw Polski), w których wystąpiło jedynie czterech kolarzy.

## Medaliści

### Mężczyźni

#### Amatorzy
| Rok  | Złoto                 | Srebro                | Brąz                  |
| 1919 | Franciszek Zawadzki   | Stanisław Gronczewski | Feliks Kubasiński     |
| 1921 | Józef Lange           | Wiktor Hoechsman      | Henryk Chyłko         |
| 1922 | Wiktor Hoechsman      | Feliks Kubasiński     | Jan Łazarski          |
| 1923 | Wiktor Hoechsman      | Henryk Chyłko         | Izydor Stieglitz      |
| 1924 | Wiktor Hoechsman      | Kazimierz Krzemiński  | Marian Blicharski     |
| 1925 | Mieczysław Lange      | Tadeusz Bartodziejski | Oswald Miller         |
| 1926 | Kazimierz Dusiński    | Tadeusz Bartodziejski | Serafin Ziembicki     |
| 1927 | Jerzy Waliński        | Eugeniusz Michalak    | Feliks Kostrzemski    |
| 1928 | Józef Stefański       | Stanisław Kłosowicz   | Julian Popowski       |
| 1929 | Józef Stefański       | Feliks Więcek         | Wacław Kołodziejczyk  |
| 1930 | Józef Stefański       | Antoni Wlokas         | Stanisław Kłosowicz   |
| 1931 | Józef Stefański       | Stanisław Kłosowicz   | Eugeniusz Targoński   |
| 1932 | Stanisław Kłosowicz   | Wilhelm Dłucik        | Mieczysław Narożny    |
| 1933 | Michał Korsak-Zaleski | Feliks Brymas         | Franciszek Kiełbasa   |
| 1934 | Wiktor Olecki         | Franciszek Kiełbasa   | Ewald Rurański        |
| 1935 | Bolesław Napierała    | Wiktor Olecki         | Franciszek Kiełbasa   |
| 1936 | Stanisław Zieliński   | Wiktor Olecki         | Jan Kluj              |
| 1937 | Stanisław Wasilewski  | Władysław Wandor      | Józef Ignaczak        |
| 1938 | Józef Kapiak          | Mieczysław Kapiak     | Franciszek Kiełbasa   |
| 1939 | Józef Kapiak          | Stanisław Wasilewski  | Mieczysław Kapiak     |
| 1945 | Zygmunt Wiśniewski    | Wacław Wójcik         | Jan Kluj              |
| 1946 | Jan Kluj              | Marian Rzeźnicki      | Tadeusz Gabrych       |
| 1947 | Bolesław Napierała    | Wacław Wójcik         | Kazimierz Bański      |
| 1948 | Lucjan Pietraszewski  | Wacław Wrzesiński     | Marian Rzeźnicki      |
| 1949 | Wacław Wrzesiński     | Henryk Czyż           | Marian Rzeźnicki      |
| 1950 | Wacław Wójcik         | Teofil Sałyga         | Wojciech Królikowski  |
| 1951 | Józef Kapiak          | Władysław Klabiński   | Henryk Czyż           |
| 1952 | Stanisław Królak      | Teofil Sałyga         | Stanisław Świercz     |
| 1953 | Władysław Klabiński   | Stanisław Królak      | Mieczysław Wilczewski |
| 1954 | Tadeusz Drążkowski    | Eligiusz Grabowski    | Stanisław Bedyński    |
| 1955 | Stanisław Królak      | Henryk Hadasik        | Władysław Klabiński   |
| 1956 | Andrzej Trochanowski  | Wacław Wrzesiński     | Henryk Łasak          |
| 1957 | Andrzej Trochanowski  | Janusz Paradowski     | Stanisław Bugalski    |
| 1958 | Bogusław Fornalczyk   | Jerzy Pancek          | Stanisław Królak      |
| 1959 | Janusz Paradowski     | Jan Chtiej            | Henryk Kowalski       |
| 1960 | Jan Kudra             | Mieczysław Wilczewski | Zygmunt Kaczmarczyk   |
| 1961 | Roman Chtiej          | Stanisław Gazda       | Józef Gawliczek       |
| 1962 | Jan Kudra             | Kazimierz Domański    | Jan Ścibiorek         |
| 1963 | Roman Chtiej          | Adam Gęszka           | Waldemar Słowiński    |
| 1964 | Jan Kudra             | Józef Staroń          | Marian Kegel          |
| 1965 | Józef Staroń          | Marian Forma          | Wojciech Goszczyński  |
| 1966 | Jan Magiera           | Marian Kegel          | Jan Kudra             |
| 1967 | Wojciech Matusiak     | Zenon Czechowski      | Józef Gawliczek       |
| 1968 | Kazimierz Jasiński    | Marian Kegel          | Stanisław Żaczek      |
| 1969 | Ryszard Szurkowski    | Andrzej Kaczmarek     | Zenon Czechowski      |
| 1970 | Zygmunt Hanusik       | Lech Kluj             | Lucjan Lis            |
| 1971 | Edward Barcik         | Stanisław Szozda      | Jan Smyrak            |
| 1972 | Tadeusz Kmieć         | Zbigniew Krzeszowiec  | Zygmunt Hanusik       |
| 1973 | Stanisław Szozda      | Ryszard Szurkowski    | Janusz Kowalski       |
| 1974 | Ryszard Szurkowski    | Stanisław Szozda      | Janusz Kowalski       |
| 1975 | Ryszard Szurkowski    | Wojciech Matusiak     | Stanisław Mikołajczuk |
| 1976 | Jan Brzeźny           | Mieczysław Nowicki    | Ryszard Szurkowski    |
| 1977 | Tadeusz Zawada        | Florian Andrzejewski  | Stanisław Czaja       |
| 1978 | Ryszard Szurkowski    | Jan Brzeźny           | Jan Jankiewicz        |
| 1979 | Ryszard Szurkowski    | Jan Krawczyk          | Jan Faltyn            |
| 1980 | Janusz Pożak          | Tadeusz Wojtas        | Jan Brzeźny           |
| 1981 | Jan Brzeźny           | Józef Szpakowski      | Jan Majchrowski       |
| 1982 | Lech Piasecki         | Jerzy Świnoga         | Sławomir Podwójniak   |
| 1983 | Andrzej Jaskuła       | Tadeusz Piotrowicz    | Adam Zagajewski       |
| 1984 | Lechosław Michalak    | Andrzej Mierzejewski  | Lech Piasecki         |
| 1985 | Andrzej Mierzejewski  | Mieczysław Karłowicz  | Marek Szerszyński     |
| 1986 | Sławomir Krawczyk     | Mieczysław Mazurek    | Roman Rękosiewicz     |
| 1987 | Zdzisław Wrona        | Marian Gołdyn         | Zbigniew Szczepkowski |
| 1988 | Andrzej Mierzejewski  | Zdzisław Wrona        | Andrzej Sypytkowski   |
| 1989 | Joachim Halupczok     | Zbigniew Albin        | Janusz Domin          |
| 1990 | Czesław Rajch         | Sławomir Krawczyk     | Jacek Mickiewicz      |
| 1991 | Marek Leśniewski      | Jerzy Sikora          | Bogdan Jamiński       |
| 1992 | Czesław Rajch         | Andrzej Sypytkowski   | Zbigniew Piątek       |
| 1993 | Marek Leśniewski      | Dariusz Banaszek      | Artur Lemcio          |
| 1994 | Jacek Mickiewicz      | Paweł Niedźwiecki     | Wojciech Drabik       |

#### Open
| Rok  | Złoto                 | Srebro               | Brąz                  |
| 1990 | Zenon Jaskuła         | Marek Szerszyński    | Marek Kulas           |
| 1995 | Andrzej Sypytkowski   | Grzegorz Rosoliński  | Jacek Mickiewicz      |
| 1996 | Dariusz Wojciechowski | Marek Leśniewski     | Tomasz Kłoczko        |
| 1997 | Piotr Wadecki         | Grzegorz Rosoliński  | Artur Krasiński       |
| 1998 | Tomasz Brożyna        | Grzegorz Gwiazdowski | Cezary Zamana         |
| 1999 | Cezary Zamana         | Piotr Przydział      | Andrzej Sypytkowski   |
| 2000 | Piotr Wadecki         | Zbigniew Piątek      | Dariusz Wojciechowski |
| 2001 | Radosław Romanik      | Zbigniew Piątek      | Paweł Niedźwiecki     |
| 2002 | Grzegorz Gronkiewicz  | Krzysztof Jeżowski   | Jarosław Zarębski     |
| 2003 | Piotr Przydział       | Zbigniew Piątek      | Grzegorz Kwiatkowski  |
| 2004 | Marek Wesoły          | Artur Krzeszowiec    | Krzysztof Jeżowski    |
| 2005 | Adam Wadecki          | Marcin Gębka         | Piotr Mazur           |
| 2006 | Mariusz Witecki       | Tomasz Marczyński    | Kazimierz Stafiej     |
| 2007 | Tomasz Marczyński     | Jacek Morajko        | Robert Radosz         |
| 2008 | Marcin Sapa           | Bartłomiej Matysiak  | Maciej Bodnar         |
| 2009 | Krzysztof Jeżowski    | Tomasz Smoleń        | Błażej Janiaczyk      |
| 2010 | Jacek Morajko         | Mariusz Witecki      | Maciej Bodnar         |
| 2011 | Tomasz Marczyński     | Tomasz Smoleń        | Maciej Paterski       |
| 2012 | Michał Gołaś          | Tomasz Smoleń        | Sylwester Janiszewski |
| 2013 | Michał Kwiatkowski    | Adrian Honkisz       | Łukasz Bodnar         |
| 2014 | Bartłomiej Matysiak   | Paweł Franczak       | Michał Podlaski       |
| 2015 | Tomasz Marczyński     | Michał Gołaś         | Paweł Bernas          |
| 2016 | Rafał Majka           | Marek Rutkiewicz     | Sylwester Janiszewski |
| 2017 | Adrian Kurek          | Marek Rutkiewicz     | Emanuel Piaskowy      |
| 2018 | Michał Kwiatkowski    | Maciej Bodnar        | Łukasz Owsian         |
| 2019 | Michał Paluta         | Paweł Cieślik        | Mateusz Taciak        |
| 2020 | Stanisław Aniołkowski | Szymon Sajnok        | Paweł Franczak        |
| 2021 | Maciej Paterski       | Alan Banaszek        | Łukasz Owsian         |
| 2022 | Norbert Banaszek      | Szymon Rekita        | Łukasz Owsian         |
| 2023 | Alan Banaszek         | Filip Maciejuk       | Marcin Budziński      |
| 2024 | Norbert Banaszek      | Bartosz Rudyk        | Patryk Stosz          |
| 2025 | Rafał Majka           | Paweł Bernas         | Mateusz Gajdulewicz   |

### Kobiety
| Rok  | Złoto                    | Srebro                     | Brąz                       |
| 1957 | Anna Dydak               | Zofia Adamiak              | Jadwiga Czarkowska         |
| 1958 | Wanda Jankowska          | Irena Waligóra             | Danuta Zimoch              |
| 1959 | Wanda Jankowska          | Maria Fąfrowicz            | Henryka Laskus             |
| 1960 | Henryka Gryczuk (Laskus) | Elżbieta Wycisk            | Danuta Tarnachowicz        |
| 1961 | Jadwiga Czarkowska       | Anna Sidwa                 |                            |
| 1962 | Irena Waligóra           | Helena Olech               | Danuta Tarnachowicz        |
| 1963 | Henryka Gryczuk          |                            |                            |
| 1964 | Henryka Gryczuk          | Maria Sidwa                |                            |
| 1965 | Henryka Laskus           | Maria Sidwa                |                            |
| 1966 | Jolanta Masłoń           |                            |                            |
| 1967 | Maria Maszczyk           |                            |                            |
| 1984 | Małgorzata Sandej        | Beata Bielas               | Grażyna Stecka             |
| 1986 | Anna Gnetner             | Justyna Michalak           | Małgorzata Jędrzejewska    |
| 1987 | Bogumiła Matusiak        |                            |                            |
| 1988 | Małgorzata Sandej        | Justyna Michalak           | Bogumiła Matusiak          |
| 1989 | Anna Gnetner             |                            |                            |
| 1990 | Agnieszka Godras         | Małgorzata Jędrzejewska    | Bogumiła Matusiak          |
| 1991 | Agnieszka Godras         | Małgorzata Jędrzejewska    | Urszula Milewska           |
| 1992 | Agnieszka Godras         | Małgorzata Jędrzejewska    | Bogumiła Matusiak          |
| 1993 | Bogumiła Matusiak        | Agnieszka Godras           | Małgorzata Jędrzejewska    |
| 1994 | Agnieszka Godras         | Bogumiła Matusiak          | Małgorzata Jędrzejewska    |
| 1995 | Bogumiła Matusiak        | Małgorzata Jędrzejewska    | Agnieszka Godras           |
| 1996 | Agnieszka Wiśniewska     | Monika Kotek               | Bogumiła Matusiak          |
| 1997 | Bogumiła Matusiak        | Małgorzata Sandej          | Dorota Czynszak            |
| 1998 | Bogumiła Matusiak        | Monika Kotek               | Paulina Brzeźna            |
| 1999 | Bogumiła Matusiak        | Anna Skawińska             | Paulina Brzeźna            |
| 2000 | Bogumiła Matusiak        | Monika Tyburska            | Małgorzata Wysocka         |
| 2001 | Bogumiła Matusiak        | Anna Skawińska             | Paulina Brzeźna            |
| 2002 | Bogumiła Matusiak        | Monika Tyburska            | Paulina Brzeźna            |
| 2003 | Bogumiła Matusiak        | Paulina Brzeźna            | Małgorzata Wysocka         |
| 2004 | Bogumiła Matusiak        | Paulina Brzeźna            | Magdalena Zamolska         |
| 2005 | Paulina Brzeźna          | Małgorzata Jasińska        | Maja Włoszczowska          |
| 2006 | Maja Włoszczowska        | Paulina Brzeźna            | Anna Szafraniec            |
| 2007 | Maja Włoszczowska        | Aleksandra Wnuczek         | Anna Harkowska             |
| 2008 | Paulina Brzeźna          | Małgorzata Jasińska        | Anna Harkowska             |
| 2009 | Małgorzata Jasińska      | Edyta Jasińska             | Paulina Brzeźna            |
| 2010 | Małgorzata Jasińska      | Maja Włoszczowska          | Aleksandra Dawidowicz      |
| 2011 | Anna Szafraniec          | Paulina Brzeźna-Bentkowska | Maja Włoszczowska          |
| 2012 | Katarzyna Pawłowska      | Paulina Brzeźna-Bentkowska | Małgorzata Jasińska        |
| 2013 | Eugenia Bujak            | Paulina Brzeźna-Bentkowska | Katarzyna Pawłowska        |
| 2014 | Paulina Guz              | Monika Brzeźna             | Monika Żur                 |
| 2015 | Małgorzata Jasińska      | Katarzyna Wilkos           | Paulina Brzeźna-Bentkowska |
| 2016 | Katarzyna Niewiadoma     | Anna Plichta               | Małgorzata Jasińska        |
| 2017 | Karolina Karasiewicz     | Monika Brzeźna             | Anna Plichta               |
| 2018 | Małgorzata Jasińska      | Nikol Płosaj               | Daria Pikulik              |
| 2019 | Łucja Pietrzak           | Agnieszka Skalniak         | Marta Lach                 |
| 2020 | Marta Lach               | Katarzyna Wilkos           | Łucja Pietrzak             |
| 2021 | Karolina Karasiewicz     | Daria Pikulik              | Dominika Włodarczyk        |
| 2022 | Wiktoria Pikulik         | Dorota Przęzak             | Daria Pikulik              |
| 2023 | Monika Brzeźna           | Karolina Perekitko         | Zuzanna Chylińska          |
| 2024 | Dominika Włodarczyk      | Marta Jaskulska            | Zuzanna Chylińska          |
| 2025 | Katarzyna Niewiadoma     | Dominika Włodarczyk        | Agnieszka Skalniak-Sójka   |